# Ahmed Kadhaf al-Dam
 (septembre 2021).
Ahmed Kadhaf al-Dam est un conseiller et le cousin de Mouammar Kadhafi.

## Biographie

### Carrière
Il est actif lors des préparatifs de la première rencontre entre Nicolas Sarkozy et Mouammar Kadhafi,,,,,.